# سين دوندى
سين دوندى (7 ديسمبر 1972 بديربان في جنوب أفريقيا - ) هو لاعب كرة قدم جنوب أفريقي وألماني في مركز الهجوم. شارك مع منتخب ألمانيا ب لكرة القدم ‏ وGermany national football Α2 team ‏. أما مع النوادي، فقد لعب مع أوستريا فيينا وشتوتغارت كيكرز وكيكرز أوفنباخ ونادي شتوتغارت ونادي كارلسروه ونادي ليفربول وTSF Ditzingen ‏ ونادي أمازولو.

## وصلات خارجية
- سين دوندى على موقع الاتحاد الدولي (مؤرشف)  (الإنجليزية)
- سين دوندى على موقع الاتحاد الأوربي (الإنجليزية)
- سين دوندى على موقع قاعدة بيانات كرة القدم.إي يو (الإنجليزية)
- سين دوندى على موقع بيانات كرة القدم. دي إي (الألمانية)
- سين دوندى على موقع عالم كرة القدم.نت (الإنجليزية)